# Raw Passions
Pour plus de détails, voir Fiche technique et Distribution.
Raw Passions (Luo xie) est un film hong-kongais réalisé par Lo Chen, sorti en 1969.

## Synopsis
Ivy Ling Po joue le rôle da la femme dévouée d'un homme sur lequel est exercé un chantage pour une relation amoureuse illicite, qui découvre une mine de supercheries, trahisons, extorsion et des meurtres se succédant...

## Fiche technique
- Titre : Raw Passions
- Titre original : Luo xie
- Réalisation : Lo Chen
- Scénario : Lin Chuen
- Musique : Wang Fu-ling
- Photographie : Kuang Han-lu et Pao Hsueh-li
- Montage : Chiang Hsing-lung
- Production : Run Run Shaw
- Studio de production : Shaw Brothers
- Pays d'origine : Hong Kong
- Format : Couleurs - 2,35:1 - Mono - 35 mm
- Genre : Thriller
- Durée : 85 minutes
- Date de sortie : 31 décembre 1969 (Hong Kong)

## Distribution
- Ivy Ling Po : Wen Ying
- Kao Yuen : Lin Hsiu-ming
- Li Hsiang-chun : Mme. Tao
- Wang Hsieh : Tao Wei-kang
- Meng Li : Sha-sha
- Ku Feng : Ma Fei
- Tsai No : Ta Kang